# Erich Boldt
Erich Boldt (* 1. September 1933 in Damshagen; † 16. November 1961 in Hamburg-Harburg) war Feldwebel der Bundeswehr. Er war in der Panzerpionierkompanie (PzPiKp) 70 in Stade eingesetzt.
Boldt meldete sich 1954 als Beamtenanwärter zum Bundesgrenzschutz. 1956 wechselte er zur Bundeswehr. Im November 1961 wurde er zu einer Übung des Panzergrenadierbataillons 71 von seiner Stammeinheit abkommandiert und sollte die Leitung für die Sprengausbildung übernehmen. Am 16. November 1961 führte Feldwebel Boldt, der als erfahrener Sprengmeister galt, mit zwei ihm unterstellten Soldaten auf dem Truppenübungsplatz Putlos (Schleswig-Holstein) ein Gewöhnungssprengen durch. Dabei wurde eine 200 Gramm schwere Ladung zum Sprengen vorbereitet. Als eine bereits gezündete Ladung in den Deckungsgraben zurückrollte, warf sich Boldt auf die detonierende Ladung, welche ihn tödlich verletzte. Die beiden ihm zur Ausbildung anvertrauten Soldaten blieben, bis auf leichte Verbrennungen, unverletzt.
Boldt hinterließ eine Frau und einen acht Monate alten Sohn. Der damalige Bundesminister für Verteidigung schrieb der Witwe:

„Ihr Mann gab sein Leben in vorbildlicher Pflichterfüllung als Soldat und Vorgesetzter, um das Leben seiner Kameraden zu schützen. Aufgrund dieses Verhaltens wird er für die Soldaten der Bundeswehr als Vorbild weiterleben und in steter Erinnerung bleiben.“

Heute trägt die Kaserne der Unteroffizierschule des Heeres (Stab, Lehrgruppen A und B) im sächsischen Delitzsch den Namen Feldwebel-Boldt-Kaserne. Die Namensgebung erfolgte am 26. November 1992 im Beisein der Witwe und seines Sohnes. Sie hat die Anschrift Feldwebel-Boldt-Straße 1, 04509 Delitzsch. Ferner wurden die mitten durch die Theodor-Körner-Kaserne verlaufende „Hauptstraße“ in Lüneburg, in der unter anderem das Aufklärungslehrbataillon 3 „Lüneburg“ stationiert ist, nach Erich Boldt benannt.